# Tiro en suspensión (baloncesto)

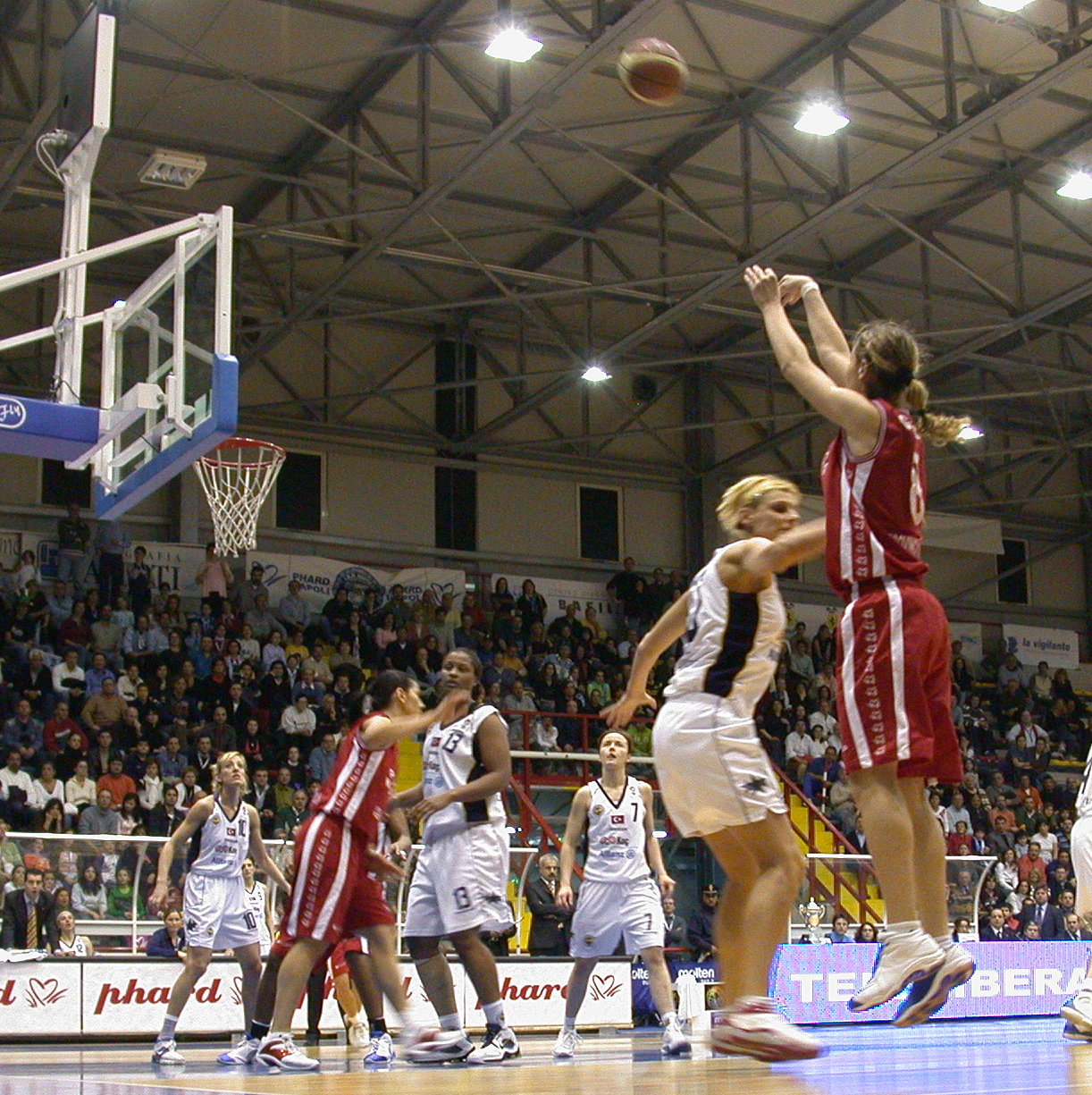
Lanzamiento en suspensión en la final de la Eurocopa Femenina de la FIBA de 2005.

En el baloncesto un tiro en suspensión es un intento de anotar una canasta saltando hacia el aro. 

## Orígenes
El debate aún continua de quien inventó el lanzamiento libre. En el libro Los orígenes del tiro en suspensión, el autor John Christgau comenta que el que fallo es Ken Sailors en 1934. Sailors se fue a jugar para la Universidad  de Wyoming y fue seleccionado como MVP de su equipo del Campeonato de la NCAA de 1943. 

## Variedades
Hoy en día, el lanzamiento tiene muchas variedades, como el “tiro en suspensión girando” (de espaldas a la canasta, y luego saltar y girar hacia él, lanzando la bola en el aire), el fade away (la rápida ejecución de una finta que proporcione el espacio indispensable para "armar" un tiro al aro) y el “leaning jumper” (saltar hacia la canasta  para alejarse de un defensor arrastrado).